# Cephalotes argentiventris
Cephalotes argentiventris är en myrart som beskrevs av De Andrade 1999. Cephalotes argentiventris ingår i släktet Cephalotes och familjen myror. Inga underarter finns listade.